# Haram (gemeente)
Haram is een gemeente in de Noorse provincie Møre og Romsdal. De gemeente met 9312 inwoners (januari 2017) ligt in de streek Sunnmøre in het westen van de fylke. Het bestuur is gevestigd in Brattvåg.

## Geschiedenis
Haram ging per 1 januari 2020 samen met de gemeenten Ørskog, Sandøy en Skodje op in de vergrote gemeente Ålesund. Op 1 januari 2024 werd Haram weer een zelfstandige gemeente.

## Plaatsen in de gemeente
- Austnes
- Brattvåg
- Eidsvik
- Eidsvikeidet
- Gamlem
- Gjerdet
- Gryta
- Hamnsund
- Haram (plaats)
- Helland
- Hellevik
- Hildre
- Indre Hildre
- Kjerstad
- Krogsethagen
- Krogsæter
- Langhaugane
- Longva
- Nogva
- Rogne
- Skorbreivik
- Slyngstad
- Søvik
- Tennfjord
- Trolldalane
- Uggedal
- Urkedal
- Vatne
- Vestre
- Ytre Hildre

Ålesund · Aukra · Aure · Averøy ·  Fjord · Giske · Gjemnes · Haram · Hareid · Herøy · Hustadvika · Kristiansund ·  Molde · Ørsta · Rauma · Sande · Smøla · Stranda · Sula · Sunndal · Surnadal · Sykkylven · Tingvoll · Ulstein · Vanylven · Vestnes · Volda

Fylker van Noorwegen